# Elionor d'Aragó de Sicília (1346-1405)
Elionor d'Aragó (1346 – Giuliana, 1405) fou una noble de la família reial catalana i aragonesa dels Aragó (Casal d'Aragó) que fou comtessa de Caltabellotta (Catalabellota, en català) durant el domini de l'illa de Sicília per part dels catalans. El Regne de Sicília havia estat instituït pel rei català Pere el Gran, arran de les Vespres Sicilianes, i pel seu exèrcit de Catalunya, atès que els aragonesos no van participar en la conquesta de Sicília.

## Biografia
Era neta del rei Frederic II de Sicília, del Regne de Sicília, i de la reina Elionor d'Anjou. Fou filla de l'infant Joan de Sicília i de Cesarina Llança, filla de Pere Llança.
Va contraure matrimoni amb Guillem de Peralta, membre de la família siciliana d'origen català dels Peralta, a l'església del Castell de Pietrarossa. Guillem de Peralta era comte de Caltabellotta. Va ser una de les dones més poderoses de la història de Sicília atès que posseïa un gran nombre de feus, com ara les viles d'Adragna, Calatafimi, Calatamauro, Caltanissetta (Catalanisseta,en català), Comicchio, Contessa, Giuliana i Sambuca. Fou la mare d'en Nicolau de Peralta.
A la mort de la reina Maria de Sicília, que es va produir l'any 1402, va succeir-la al tron de Sicília el seu marit, el rei català Martí l'Humà. Tanmateix, la situació mai fou prou clara per a Elionor, pel fet que sempre va considerar que ostentava més drets a la regència de l'illa que no pas Martí.
La comtessa Elionor d'Aragó va morir l'any 1405 dC, als gairebé 60 anys, una edat avançada per a l'època. Al seu testament va nomenar hereu universal al seu nebot natural i el seu predilecte, en Ramonet de Peralta. Aquesta elecció, no obstant, no va ser ben acceptada per la resta de familiars.
Elionor va ser enterrada a l'Abadia de Santa Maria del Bosco a Calatamauro, on, anys després de la seva mort, Francesco Laurana va esculpir un famós retrat pel seu monument funerari, ara exposat a la galeria regional del Palazzo Abatellis, a Palerm.